# 叙利亚基督教
基督教在叙利亚有着悠久的传统，基督教自诞生以来就一直存在于这个近东国家。叙利亚内战前，基督徒约占叙利亚人口的10%。因受伊斯兰恐怖分子的大规模迫害和叙利亚内战的影响，叙利亚基督徒人数已从2011年的150万下降到2022年的30万。
叙利亚的基督徒大多属于安条克希腊正教教会，其次是希腊拜占庭礼天主教会、敘利亞東方正統教會和亚美尼亚使徒教会。此外，还有一些较小的基督教教派，如新教、敘利亞禮天主教會、加色丁禮天主教會、马龙尼礼教会和聂斯脱里派（亚述人）。大部分叙利亚基督徒已经阿拉伯化。只有一部分成功保留了本土阿拉米特征。